# 茶屋川站

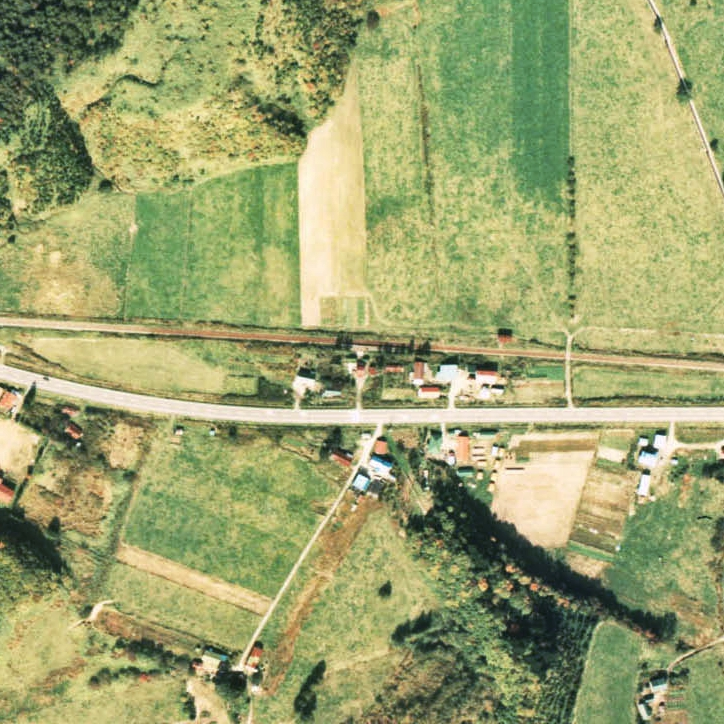
1976年的茶屋川站與方圓約500米範圍。左邊是瀨棚方向。

茶屋川站（日语：／ Chayagawa eki */?）是位於北海道山越郡長萬部町字茶屋川，日本國有鐵道的瀨棚線車站（廢站）。隨著瀨棚線廢除，車站在1987年（昭和62年）3月16日廢除。

## 歷史
- 1929年（昭和4年）12月13日 - 國有鐵道瀨棚線國縫站至花石站之間開通，此站啟用[1][2]。當時為一般車站[3]。
- 1960年（昭和35年）6月10日 - 結束處理貨物[2]。
- 1961年（昭和36年）6月1日 - 結束處理行李[3]。同時成為無人車站[2]。
- 1987年（昭和62年）3月16日 - 瀨棚線廢除，此站也廢除[2]。

### 站名的由來
車站名稱取自所在地名。在昭和初期，砂金開採公司在附近的利別川和訓縫川之上流進行作業，當地附近設有茶屋，而附近的橋樑也名為「茶屋川橋」。

## 車站構造
截至車站廢除前，此站是地面車站，設有1面1線的單式月台。月台位於路軌西南邊（瀨棚方向的列車會開啟左邊車門）。
此站是無人車站，在有人車站的時代曾經翻新車站大樓。大樓的比較狹窄但天井較高。車站大樓位於站內西邊位置，鄰接月台。月台上鋪滿碎石，也種植了許多花朵。

## 使用狀況
- 在1981年度（昭和56年度），1日上下車人次為15人[4]。

## 車站周邊
- 國道230號（日语：国道230号）
- 茶屋川村落
- 茶屋川會館
- 舊長萬部町立茶屋川小學

## 現況
截至2000年（平成12年），舊站前設置了函館巴士的巴士站，月台已經崩塌，並被雜草覆蓋。截至2010年（平成22年）也是同樣，在民居後方還遺留「5 1/2」公里的里程碑。站內遺址變成空地。土地的邊界使用了枕木建作為柵欄。另外，車站附近的國縫川處還有瀨棚線橋樑之橋腳。

## 相鄰車站
日本國有鐵道
瀨棚線
國縫－茶屋川－美利河

## 注腳
1. 1 2   第1版. 札幌市: 日本国有鉄道北海道総局. 1973-03-25: 24. ASIN B000J9RBUY （日语）.
2. 1 2 3 4  《道南鉄道100年史 遥》 北海道旅客鐵道函館分社 2003年2月發行
3. 1 2  停車場変遷大事典 国鉄・JR編 II，P830。
4. 1 2 3 4  書籍《国鉄全線各駅停車1 北海道690駅》（小學館，1983年7月發行）64頁。
5. ↑  書籍《鉄道廃線跡を歩くVII》（JTB出版，2000年1月發行）76-78頁。
6. ↑  書籍《新 鉄道廃線跡を歩く1 北海道・北東北編》（JTB出版，2010年4月發行）162-163頁。
7. ↑  書籍《北海道の鉄道廃線跡》（著：本久公洋，北海道新聞社，2011年9月發行）72頁。